# 반몐
반몐(중국어 간체자: 板面, 정체자: 板麵, 병음: bǎnmiàn, 하카어: pán-mien 판몐, 민난어: pán-mī 빤미)은 중국 남부 및 동남아시아에서 먹는 국수 요리이다. 말레이시아 화교 음식으로 유명하며, 말레이시아와 싱가포르 등 동남아시아에서는 판미(pan mee)라는 이름으로 알려져 있다.